# Endoskopija
Endoskopija (pogled iznutra) postupak je, koji se koristi u medicini za pregled unutar tijela. Endoskopski postupak koristi endoskop za ispitivanje unutrašnjosti šupljeg organa ili tjelesne šupljine. Za razliku od mnogih drugih medicinskih tehnika snimanja, endoskopi se ugrađuju izravno u organ.
Postoje mnoge vrste endoskopa. Ovisno o mjestu u tijelu i vrsti zahvata, endoskopiju može izvesti liječnik ili kirurg. Pacijent može biti potpuno svjestan ili pod anestezijom tijekom postupka. Najčešće se termin endoskopija koristi za pregled gornjeg dijela gastrointestinalnog trakta, što je poznato kao ezofagogastroduodenoskopija. Za nemedicinsku upotrebu slični instrumenti nazivaju se boreskopi.
Samoosvijetljeni endoskop razvijen je u Kraljevskoj bolnici u Glasgowu u Škotska (jedna od prvih bolnica koja se napajala električnom energijom) 1894./'95. godine na odjelu dr. Johna McIntyrea kao dio njegove specijalizacije u istraživanju grkljana.
Endoskopija se može koristiti za ispitivanje simptoma u probavnom sustavu, uključujući: mučninu, povraćanje, bolove u trbuhu, poteškoće s gutanjem i gastrointestinalno krvarenje. Također se koristi u dijagnostici, najčešće za izvođenje biopsije radi provjere stanja poput: anemije, krvarenja, upale i raka probavnog sustava. Postupak se također može koristiti za tretmane kao što su: kauterizacija žile koja krvari, širenje uskog jednjaka, izrezivanje polipa ili uklanjanje stranog tijela.
Profesionalne organizacije specijalizirane za probavne poremećaje savjetuju, da mnogi pacijenti s Barrettovim jednjakom prečesto primaju endoskopije. Takva društva preporučuju da pacijenti s Barrettovim jednjakom i bez simptoma raka nakon dvije biopsije primaju biopsije prema indikacijama i ne češće od preporučene stope.